# 食と薔薇の日々
『食と薔薇の日々』（しょくとばらのひび）は、松苗あけみによる日本の漫画。
『月刊メロディ』（白泉社）にて、2000年から2002年にかけて不定期に連載された。単行本はA5判全2巻、文庫版全1巻が刊行されており、文庫版にはA5判に未収録の第12話が収録されている。

## あらすじ
大家族の末っ子として育った米（まい）は、貧しいながらも愛情に溢れた家庭で育ち、まかない飯の天才であった。一方、大富豪の一人娘として何不自由なく育ったが、愛情には恵まれなかった和菓子（わかこ）は、料理のおいしさが分からない味オンチであった。2人は小学校の同級生だった。
22歳のある日、働いていたレストランが突然潰れた米と、父の会社を継ぎ社長となった和菓子は再会。食べることが何よりも好きな米、味覚のない外食産業社長・和菓子、米を10年来想い続けている佐分礼、元・美食家の白州らが繰り広げるグルメコメディ。

## 登場人物
小畑 米（こばたけ まい）
5人兄妹の末っ子。食べ物を手に入れるためなら荷物持ちでも「3回廻ってワン」でも何でもした。レストラン「三等星」で住み込みで働き、余った食材で作る賄い飯が人気だった。しかしレストランが突然潰れ、一文無しで野垂れ死にかけていたところで、和菓子と再会。美国チェーンで無給で働くことに。
美国 和菓子（みくに わかこ）
大金持ちの家の一人娘として何不自由なく育った。遠足のお弁当は高級料亭のお重だった。何を食べても「美味しい」と感じず、会社で度々行われる試食会で四苦八苦する。
佐分礼 恵生（さぶれ けいき）
父親が和菓子の運転手だった。大人になってからは「三等星」のシェフとして働いていた。小学生の頃からしつこく、密かに米を想い続けている。
白州 一穀（しらす いっこく）
レストラン「三等星」の米の賄い飯のファンだった。米からは「のっぽさん」と呼ばれる。かつては美食探求の第一人者として、世界中の美食を食べ周っていたが、病気で胃の3分の2を切除してしまった。高級ホテルを常宿にしている。かつて和菓子と付き合っていた。
菓子司　重盛（かしつかさ しげもり）
子爵家の御曹司にして外交官僚。和菓子と付き合っており自分では恋人と思っているが、和菓子は単なるセフレとしか思っていない。